# Heteromorpha trifoliata
Heteromorpha trifoliata là một loài thực vật có hoa trong họ Hoa tán. Loài này được (H.L.Wendl.) Eckl. & Zeyh. mô tả khoa học đầu tiên năm 1837.

## Hình ảnh

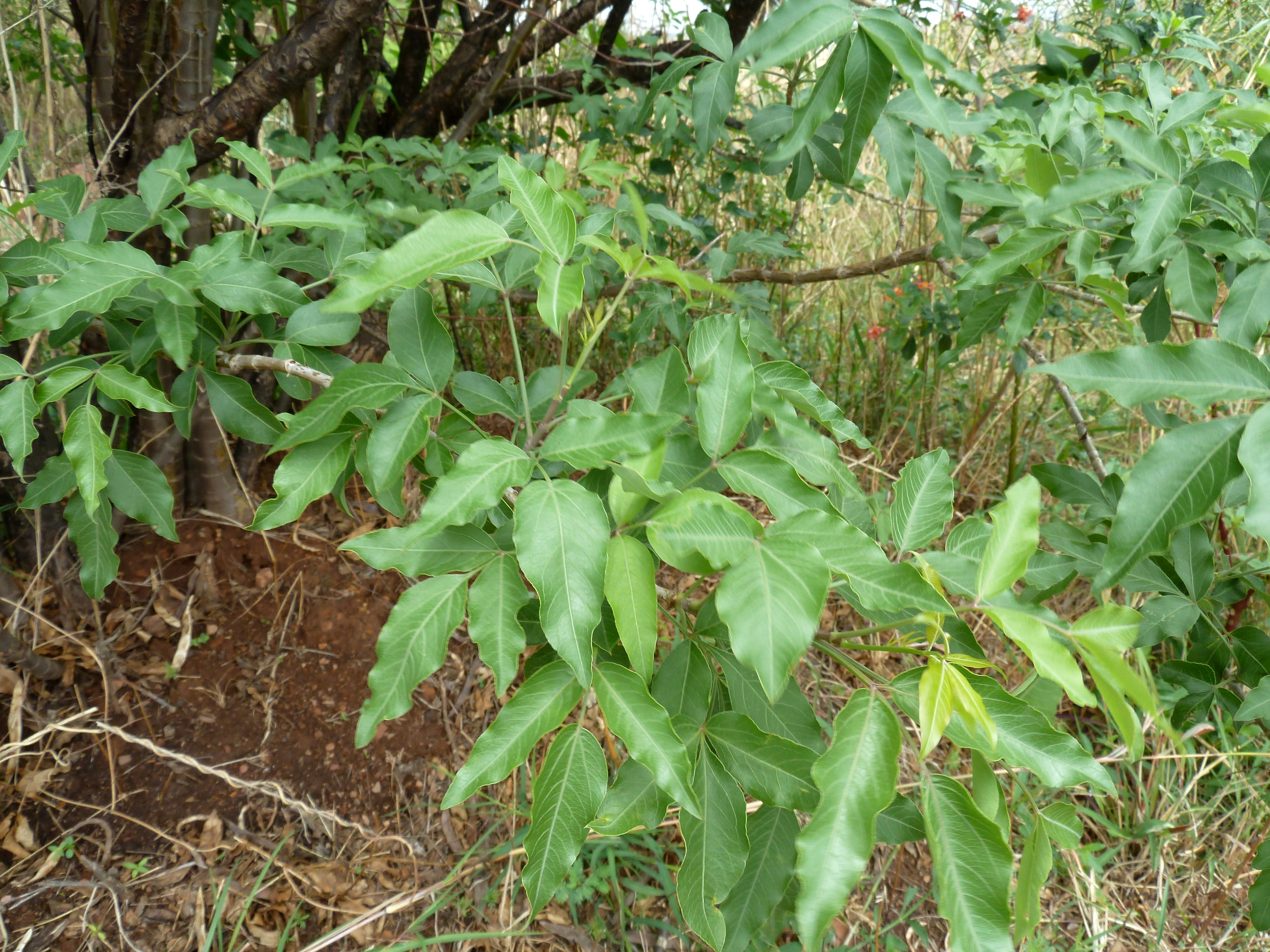